# アリゾナ・フォールリーグ
アリゾナ・フォールリーグ（Arizona Fall League）は、毎年オフシーズンにアリゾナ州で開催されるメジャーリーグベースボール（MLB）傘下の教育リーグ（広義のウィンターリーグ）。

## 概要
毎年、ワールドシリーズ終了後から11月中旬まで、MLBがスプリングトレーニングで使用する球場を舞台に6チームが約30試合を行う。2021年までは2地区に分かれて、各地区の優勝チームがチャンピオンシップに進出し優勝を決定していた（2022年より地区制を廃止）。
MLB各球団から有望株（プロスペクト）7名が選出され、5つのMLB球団のマイナー選手が合同チームを結成して試合を行う。
このリーグは、選手をふるいにかける場であるルーキーリーグなどとは違い、未来のスター候補と指導者が参加して「育成の仕上げ」を行う場である。一例として、2022年のMLBオールスターゲームに選出された全選手の約50%がこのリーグの卒業生であった。

## 歴史
1992年 - リーグ設立。
1994年 - 当時シカゴ・ホワイトソックス傘下AA級に所属していたマイケル・ジョーダンがスコッツデール・スコーピオンズの一員としてプレーした。
2004年 - 前年のこのリーグに参加中にカージャックに遭遇して殺害されたダーネル・ステンソンの名を冠した「ダーネル・ステンソン・スポーツマンシップ・アワード（通称:ステンソン・アワード）」が制定された。この賞は、全力プレー・献身的プレー・リーダーシップの価値を示した最も模範的なプレーヤーを表彰するものであり、マーク・ティーエン（2004年）やアンドレ・イーシア（2005年）などが受賞している。
2020年 - 新型コロナウイルスの感染拡大の影響により、リーグの開催が中止となった。
2022年 - 2地区制を廃止。レギュラーシーズンの2位と3位が行う準決勝の勝者と、レギュラーシーズン1位のチームがチャンピオンシップを行うことになった。

## 所属チーム
2023年現在
| チーム                                              | 提携先MLBチーム | 本拠地                                                                            |
| --------------------------------------------------- | --- | --------------------------------------------------------------------------------- |
| グレンデール・デザートドッグズ Glendale Desert Dogs | ボストン・レッドソックス シカゴ・ホワイトソックス ロサンゼルス・ドジャース ミネソタ・ツインズ ニューヨーク・メッツ                       | アリゾナ州グレンデール キャメルバック・ランチ                                     |
| メサ・ソーラーソックス Mesa Solar Sox               | ボルチモア・オリオールズ シカゴ・カブス ヒューストン・アストロズ ニューヨーク・ヤンキース オークランド・アスレチックス                   | アリゾナ州メサ スローン・パーク                                                   |
| ピオリア・ハベリーナズ Peoria Javelinas             | クリーブランド・ガーディアンズ マイアミ・マーリンズ サンディエゴ・パドレス シアトル・マリナーズ タンパベイ・レイズ                       | アリゾナ州ピオリア ピオリア・スポーツ・コンプレックス                             |
| ソルトリバー・ラフターズ Salt River Rafters         | アリゾナ・ダイヤモンドバックス アトランタ・ブレーブス コロラド・ロッキーズ デトロイト・タイガース ピッツバーグ・パイレーツ               | アリゾナ州スコッツデール ソルトリバー・フィールズ・アット・トーキング・スティック |
| スコッツデール・スコーピオンズ Scottsdale Scorpions | ロサンゼルス・エンゼルス フィラデルフィア・フィリーズ サンフランシスコ・ジャイアンツ セントルイス・カージナルス ワシントン・ナショナルズ | アリゾナ州スコッツデール スコッツデール・スタジアム                               |
| サプライズ・サグアロズ Surprise Saguaros            | シンシナティ・レッズ カンザスシティ・ロイヤルズ ミルウォーキー・ブルワーズ テキサス・レンジャーズ トロント・ブルージェイズ               | アリゾナ州サプライズ サプライズ・スタジアム                                       |

## 歴代優勝チーム
| 年     | 優勝                             | 準優勝                           |
| ------ | -------------------------------- | -------------------------------- |
| 1992年 | サンシティーズ・ソーラーソックス | フェニックス・デザートドッグス   |
| 1993年 | テンピ・ラフターズ               | ツーソン・ハベリナーズ           |
| 1994年 | ピオリア・ハベリーナズ           | メサ・サグアロズ                 |
| 1995年 | メサ・サグアロズ                 | サンシティーズ・ソーラーソックス |
| 1996年 | スコッツデール・スコーピオンズ   | メサ・サグアロズ                 |
| 1997年 | ピオリア・ハベリーナズ           | グランドキャニオン・ラフターズ   |
| 1998年 | サンシティーズ・ソーラーソックス | グランドキャニオン・ラフターズ   |
| 1999年 | メサ・ソーラーソックス           | メリーベール・サグアロズ         |
| 2000年 | グランドキャニオン・ラフターズ   | フェニックス・デザートドッグス   |
| 2001年 | フェニックス・デザートドッグス   | グランドキャニオン・ラフターズ   |
| 2002年 | ピオリア・ハベリーナズ           | スコッツデール・スコーピオンズ   |
| 2003年 | メサ・ソーラーソックス           | メサ・デザートドッグス           |
| 2004年 | フェニックス・デザートドッグス   | スコッツデール・スコーピオンズ   |
| 2005年 | フェニックス・デザートドッグス   | サプライズ・スコーピオンズ       |
| 2006年 | フェニックス・デザートドッグス   | グランドキャニオン・ラフターズ   |
| 2007年 | フェニックス・デザートドッグス   | サプライズ・ラフターズ           |
| 2008年 | フェニックス・デザートドッグス   | メサ・ソーラーソックス           |
| 2009年 | ピオリア・ハベリーナズ           | フェニックス・デザートドッグス   |
| 2010年 | スコッツデール・スコーピオンズ   | ピオリア・ハベリーナズ           |
| 2011年 | ソルトリバー・ラフターズ         | サプライズ・サグアロズ           |
| 2012年 | ピオリア・ハベリーナズ           | ソルトリバー・ラフターズ         |
| 2013年 | サプライズ・サグアロズ           | メサ・ソーラーソックス           |
| 2014年 | ソルトリバー・ラフターズ         | ピオリア・ハベリーナズ           |
| 2015年 | スコッツデール・スコーピオンズ   | サプライズ・サグアロズ           |
| 2016年 | メサ・ソーラーソックス           | サプライズ・サグアロズ           |
| 2017年 | ピオリア・ハベリーナズ           | メサ・ソーラーソックス           |
| 2018年 | ピオリア・ハベリーナズ           | ソルトリバー・ラフターズ         |
| 2019年 | ソルトリバー・ラフターズ         | サプライズ・サグアロズ           |
| 2020年 | 開催中止                         | 開催中止                         |
| 2021年 | メサ・ソーラーソックス           | サプライズ・サグアロズ           |
| 2022年 | サプライズ・サグアロズ           | グレンデール・デザートドッグス   |
| 2023年 | サプライズ・サグアロズ           | ピオリア・ハベリーナズ           |

## MVP
| 年     | 選手名                         | MLBチーム                    | チーム                         |
| ------ | ------------------------------ | ---------------------------- | ------------------------------ |
| 2002年 | ケン・ハーヴェイ               | カンザスシティ・ロイヤルズ   | スコッツデール・スコーピオンズ |
| 2003年 | ジェイソン・デュボイス         | シカゴ・カブス               | メサ・ソーラーソックス         |
| 2004年 | クリス・シェルトン             | デトロイト・タイガース       | グランドキャニオン・ラフターズ |
| 2005年 | エリック・ダンカン             | ニューヨーク・ヤンキース     | グランドキャニオン・ラフターズ |
| 2006年 | チップ・キャノン               | シカゴ・カブス               | フェニックス・デザートドッグス |
| 2007年 | サム・ファルド                 | トロント・ブルージェイズ     | メサ・ソーラーソックス         |
| 2008年 | トミー・ハンソン               | アトランタ・ブレーブス       | メサ・ソーラーソックス         |
| 2009年 | グラント・デスメ               | オークランド・アスレチックス | フェニックス・デザートドッグス |
| 2010年 | ダスティン・アクリー           | シアトル・マリナーズ         | ピオリア・ハベリーナズ         |
| 2011年 | ノーラン・アレナド             | コロラド・ロッキーズ         | ソルトリバー・ラフターズ       |
| 2012年 | クリス・マクギネス             | テキサス・レンジャーズ       | サプライズ・サグアロズ         |
| 2013年 | クリス・ブライアント           | シカゴ・カブス               | メサ・ソーラーソックス         |
| 2014年 | グレッグ・バード               | ニューヨーク・ヤンキース     | スコッツデール・スコーピオンズ |
| 2015年 | アダム・エンゲル               | シカゴ・ホワイトソックス     | グレンデール・デザートドッグス |
| 2016年 | グレイバー・トーレス           | ニューヨーク・ヤンキース     | スコッツデール・スコーピオンズ |
| 2017年 | ロナルド・アクーニャ・ジュニア | アトランタ・ブレーブス       | ピオリア・ハベリーナズ         |
| 2018年 | ケストン・ヒウラ               | ミルウォーキー・ブルワーズ   | ピオリア・ハベリーナズ         |
| 2019年 | ロイス・ルイス                 | ミネソタ・ツインズ           | ソルト・リバー・ラフターズ     |
| 2020年 | 開催中止                       | 開催中止                     | 開催中止                       |
| 2021年 | ネルソン・ベラスケス           | シカゴ・カブス               | メサ・ソーラーソックス         |
| 2022年 | ヘストン・カースタッド         | ボルチモア・オリオールズ     | スコッツデール・スコーピオンズ |
| 2023年 | ジェイコブ・マーシー           | サンディエゴ・パドレス       | ピオリア・ハベリーナズ         |

## 殿堂入り選手
| 受賞年 | 選手名                   | プレー年      | チーム                             |
| ------ | ------------------------ | ------------- | ---------------------------------- |
| 2001年 | ノマー・ガルシアパーラ   | 1994年        | スコッツデール・スコーピオンズ     |
| 2001年 | デレク・ジーター         | 1994年        | チャンドラー・ダイヤモンドバックス |
| 2001年 | マイク・ピアッツァ       | 1992年        | サンシティーズ・ソーラーソックス   |
| 2001年 | ダスティ・ベイカー       | 1992年        | スコッツデール・スコーピオンズ     |
| 2002年 | ジェイソン・ジアンビ     | 1994年        | ピオリア・ハベリアーズ             |
| 2002年 | ジェリー・マニュエル     | 1994年        | メリーベール・サグアロズ           |
| 2003年 | ショーン・グリーン       | 1993年        | スコッツデール・スコーピオンズ     |
| 2003年 | トッド・ヘルトン         | 1996年        | ピオリア・ハベリアーズ             |
| 2003年 | マイク・ソーシア         | 1997年        | ピオリア・ハベリアーズ             |
| 2004年 | ギャレット・アンダーソン | 1993年        | テンピ・ラフターズ                 |
| 2004年 | アルバート・プホルス     | 2000年        | スコッツデール・スコーピオンズ     |
| 2004年 | トニー・ペーニャ         | 2000年        | メリーベール・サグアロズ           |
| 2005年 | トロイ・パーシバル       | 1992年        | スコッツデール・スコーピオンズ     |
| 2005年 | テリー・フランコーナ     | 1994年        | スコッツデール・スコーピオンズ     |
| 2006年 | ロイ・ハラデイ           | 1998年        | グランドキャニオン・ラフターズ     |
| 2006年 | グラディ・リトル         | 1992年        | グランドキャニオン・ラフターズ     |
| 2006年 | アルフォンソ・ソリアーノ | 1998年        | グランドキャニオン・ラフターズ     |
| 2007年 | トリー・ハンター         | 1998年        | フェニックス・デザートドッグス     |
| 2007年 | デレク・リー             | 1995年-1996年 | サンシティーズ・ソーラーソックス   |
| 2007年 | ジャーメイン・ダイ       | 1995年        | サンシティーズ・ソーラーソックス   |
| 2007年 | ケン・モッカ             | 1994年        | テンピ・ラフターズ                 |
| 2008年 | エリック・ウェッジ       | 1993年        | ツーソン・ハベリナーズ             |
| 2008年 | ジミー・ロリンズ         | 2000年        | メリーベール・サグアロズ           |
| 2009年 | ブライアン・ジャイルズ   | 1994年        | フェニックス・デザートドッグス     |
| 2010年 | クリス・カーペンター     | 1996年        | フェニックス・デザートドッグス     |
| 2010年 | マイケル・ヤング         | 2000年        | グランドキャニオン・ラフターズ     |
| 2011年 | ポール・コネルコ         | 1996年        | サンシティーズ・ソーラーソックス   |
| 2011年 | ライアン・ハワード       | 2004年        | フェニックス・デザートドッグス     |
| 2012年 | デレク・ロウ             | 1993年        | サンシティーズ・ソーラーソックス   |
| 2012年 | デレク・ロウ             | 1995年        | ピオリア・ハベリーナズ             |
| 2012年 | マーク・テシェイラ       | 2002年        | ピオリア・ハベリーナズ             |
| 2012年 | ロン・ワシントン         | 1992年-1993年 | サンシティーズ・ソーラーソックス   |